# Daytime Friends
Daytime Friends è un album del cantautore statunitense Kenny Rogers, pubblicato dall'etichetta discografica United Artists nel 1977.
L'album è prodotto da Larry Butler, mentre gli arrangiamenti sono curati da Bill Justis.
Dal disco vengono tratti come singoli il brano omonimo e Sweet Music Man.

## Tracce

### Lato A
1. Daytime Friends
2. Desperado
3. Rock and Roll Man
4. Lying Again
5. I'll Just Write My Music and Sing My Songs
6. My World Begins and Ends with You

### Lato B
1. Sweet Music Man
2. Am I Too Late
3. We Don't Make Love Anymore
4. Ghost of Another Man
5. Let Me Sing for You